# Andrew Trollope
Sir Andrew Trollope (morto em 29 de março de 1461) foi um chefe militar inglês no decurso da guerra das Rosas.

## Biografia
Iniciou a sua carreira militar como homem de armas durante a guerra dos Cem Anos, na década de 1420 e serviu principalmente sob as ordens de João Fastolf e de João Beaufort. Em 1450 ele ocupa um posto em Calais até 1459, no início da Guerra das Rosas, indo para Inglaterra com o líder da Casa de Iorque, Ricardo Neville. Mas passa-se para o outro lado, para o lado dos Lencastre, adversários dos Iorque, antes da batalha de Ludford Bridge, com seus homens e preciosas informações sobre o exército Iorquista. A partir desse momento, torna-se um dos melhores estrategas dos Lencastre. É provável que tenha estado na origem do plano que levou à vitória na batalha de Wakefield, onde Ricardo Plantageneta foi morto (1460). Combateu também na segunda batalha de Saint-Albans onde foi ferido e tornou-se cavaleiro graças à vitória obtida. Algumas semanas mais tarde, combateu na batalha de Towton onde foi morto, juntamente com o seu filho David.